# Daviesia arborea
Daviesia arborea là một loài thực vật có hoa trong họ Đậu. Loài này được W.Hill miêu tả khoa học đầu tiên.